# トランプ・ダンス

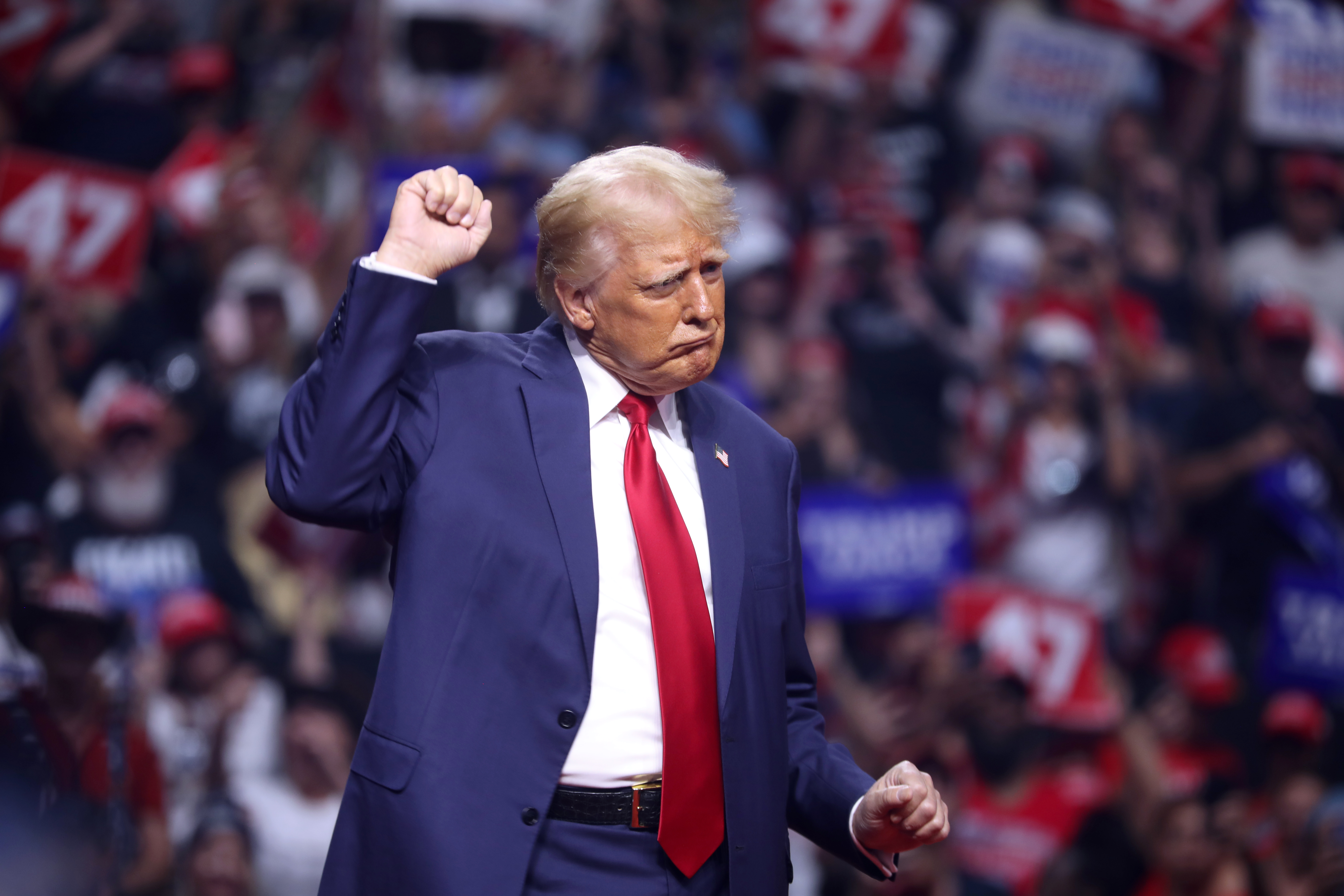
2024年にアリゾナの集会でトランプ・ダンスをするドナルド・トランプ

トランプ・ダンスは祝意を示す身振りの一種で、これはドナルド・トランプが集会で自らのキャンペーン曲「YMCA」に合わせて踊る時の特徴的なジェスチャーが元になっている。トランプ・ダンスは様々な競技のプロ/大学アスリートの間で流行するようになった。典型的なトランプ・ダンスは、ゆったり拳を突き出して腰を振るのを左右交互に繰り返すという動作で、それはトランプが政治集会でしばしば見せてきているものである。

## 背景
トランプ・ダンスははトランプの2020年の政治集会から見られるもので、政治家としての彼にとって目を引く一面となった。やがてその動作はソーシャルメディアを通して広まり、ついには政治界以外の一般人も行なうようになった。
トランプ・ダンスは、腰を左右に揺すり、腰の高さから拳を左右交互に振り上げて控えめなガッツポーズをするというものである。2024年10月には、トランプはダンスの一部にゴルフスイングの身振りを取り入れ、ザ・タイムズ・オブ・インディア紙によると、これはソーシャルメディアで「大反響」を引き起こした。
トランプ・ダンスはしばしば、彼が「ゲイの国歌」と言うところの「YMCA」（ヴィレッジ・ピープル）を伴奏として行なわれている。

## スポーツ競技にて

ジェスチャーの例

トランプ・ダンスは大規模なスポーツ大会でも行なわれるようになっており、競技者は祝福の身振りの一部としてそれを取り入れている。

### アメリカン・フットボール
トランプ・ダンスを行なったナショナル・フットボール・リーグ (NFL) 選手の例として、ラスベガス・レイダースのブロック・バウアーズ、テネシー・タイタンズのカルビン・リドリー、サンフランシスコ・フォーティナイナーズのニック・ボーサ、デトロイト・ライオンズのザダリアス・スミスが挙げられる。また大学アメフト選手が行なった例も記録されている。
2024年11月下旬に NFL は、試合中にトランプ・ダンスを行なった選手にペナルティを与えることはないと発表した。アメフト評論家のジョーダン・シュルツによると、NFL が示唆するところは「過度あるいは不適切（な祝福しぐさ）ならばそれなりに対応するが、トランプ・ダンスはリーグとして問題視しない」というものだという。

### サッカー
サッカーアメリカ代表選手のクリスチャン・プルシックは2024年11月18日の試合で、ゴールを祝福するのにトランプ・ダンスを行なった。プルシックはその後、「政治的意味合いは無い。面白いからやっただけ」と表明した。2024年11月にイギリスのプロチームであるバーンズリーFCの選手らは、ケンブリッジ・ユナイテッドFCとの試合でゴールを決めた後にトランプ・ダンスを行なった。

### 総合格闘技
UFC のヘビー級王者ジョン・ジョーンズは、トランプが来場したイベントで試合後のお祝いにトランプ・ダンスを取り入れた。

### ゴルフ
プロゴルファーのチャーリー・ハルは、2024年11月17日のトーナメントでトランプ・ダンスを行なった。

## 文化的な意味合い
トランプ・ダンスはスポーツ文化と政治文化が交差した一例と広く認識されているが、選手達はしばしば、それに政治的な意味合いは無いと述べる。トランプ・ダンスに好意的な人々は、それはトランプの広範な文化的影響力の反映だとする一方、批判的な人々は、社会の分断につながるジェスチャーとみなしている。
トランプ・ダンスに合わせてよく流された「YMCA」は、2024年大統領選の投票日の前週にリリースから47年目にして初めてビルボードのダンス/エレクトロニック・チャート (Billboard Hot Dance/Electronic chart) にランクインし、投票日の直後には4位にまで上昇した。曲を書いたヴィクター・ウィリスによると、トランプが曲を採用して以降「何百万ドル」もの収益が上がったという。ヴィレッジ・ピープルのマネージャを務めるカレン・ウィリスは、この曲の突然のリバイバルはトランプがトランプ・ダンスに合わせてこれを使ってくれたおかげだとした。
2024年11月にニューヨーク・タイムズ紙に掲載されたコラムで、モーリーン・ダウドは「家の若い子ら」にトランプ・ダンスを教えてもらおうと思ったと記している。同月、アルゼンチン大統領のハビエル・ミレイはマー・ア・ラゴでの催しでトランプ・ダンスを披露し、デイリー・ビーストによるとその動画は「ソーシャルメディアでさざ波のように広がった」。

## 評価
トランプ・ダンスの台頭は、ソーシャルメディアや言論界で様々な反応を引き起こした。トランプ・ダンスを気軽な敬意の表明とみなす人々もいる一方で、スポーツのように伝統的に非政治的とみなされるような場面で言外に政治的な意味合いを持たせてしまう惧れを批判する人々もいる。